# Yttre Mörtsjötjärnen
Yttre Mörtsjötjärnen är en sjö i Lycksele kommun i Lappland och ingår i Umeälvens huvudavrinningsområde. Sjöns area är 0,017 kvadratkilometer och den befinner sig 260 meter över havet.